# Cour d'appel des États-Unis pour le quatrième circuit
La cour d’appel des États-Unis pour le quatrième circuit (en anglais, United States Court of Appeals for the Fourth Circuit), sise à Richmond, est une cour d'appel fédérale américaine, devant laquelle sont interjetés les appels en provenance de neuf cours de district (United States District Courts). En 2000, le juge Roger Gregory (en) nommé par Bill Clinton devient le premier Afro-Américain à siéger dans cette cour, et en est l'actuel président (Chief Judge). Fondée le 16 juin 1891, elle compte 15 juges dont Allison Jones Rushing.

## Tribunaux dépendants
| États                | Districts          | Nombre de comtés   | Comtés |
| -------------------- | ------------------ | ------------------ | --- |
| Caroline du Nord     | centre             | 24                 | Alamance, Cabarrus, Caswell, Chatham, Davidson, Davie, Durham, Forsyth, Guilford, Hoke, Lee, Montgomery, Moore, Orange, Person, Randolph, Richmond, Rockingham, Rowan, Scotland, Stokes, Stanly, Surry et Yadkin. |
| Caroline du Nord     | est                | 44                 | Beaufort, Bertie, Bladen, Brunswick, Camden, Chowan, Carteret, Columbus, Craven, Cumberland, Currituck, Dare, Duplin, Edgecombe, Franklin, Gates, Granville, Greene, Halifax, Harnett, Hertford, Hyde, Johnston, Jones, Lenoir, Martin, New Hanover, Nash, Northampton, Onslow, Pamlico, Pasquotank, Pender, Perquimans, Pitt, Robeson, Sampson, Tyrrell, Vance, Wake, Warren, Washington, Wayne et Wilson.                                                                                                 |
| Caroline du Nord     | ouest              | 32                 | Alexander, Alleghany, Anson, Ashe, Avery, Buncombe, Burke, Caldwell, Catawba, Cherokee, Clay, Cleveland, Gaston, Graham, Haywood, Henderson, Iredell, Jackson, Lincoln, Macon, Madison, McDowell, Mecklenburg, Mitchell, Polk, Rutherford, Swain, Transylvania, Union, Watauga, Wilkes et Yancey. |
| Caroline du Sud      | Totalité de l'État | Totalité de l'État | Totalité de l'État |
| Maryland             | Totalité de l'État | Totalité de l'État | Totalité de l'État |
| Virginie             | est                | 43                 | Accomack, Amelia, Arlington, Brunswick, Caroline, Charles City, Chesterfield, Dinwiddie, Essex, Fairfax, Fauquier, Gloucester, Goochland, Greensville, Hanover, Henrico, Isle of Wight, James City, King and Queen, King George, King William, Lancaster, Loudoun, Lunenburg, Mathews, Mecklenburg, Middlesex, New Kent, Northampton, Northumberland, Nottoway, Powhatan, Prince Edward, Prince George, Prince William, Richmond, Southampton, Spotsylvania, Stafford, Surry, Sussex, Westmoreland et York. |
| Virginie             | ouest              | 52                 | Albemarle, Alleghany, Amherst, Appomattox, Augusta, Bath, Bedford, Bland, Botetourt, Buchanan, Buckingham, Campbell, Carroll, Charlotte, Clarke, Craig, Culpeper, Cumberland, Dickenson, Floyd, Fluvanna, Franklin, Frederick, Giles, Grayson, Greene, Halifax, Henry, Highland, Lee, Louisa, Madison, Montgomery, Nelson, Orange, Page, Patrick, Pittsylvania, Pulaski, Rappahannock, Roanoke, Rockbridge, Rockingham, Russell, Scott, Shenandoah, Smyth, Tazewell, Warren, Washington, Wise et Wythe.     |
| Virginie-Occidentale | nord               | 32                 | Barbour, Berkeley, Braxton, Brooke, Calhoun, Doddridge, Gilmer, Grant, Hampshire, Hancock, Hardy, Harrison, Jefferson, Lewis, Marion, Marshall, Mineral, Monongalia, Morgan, Ohio, Pendleton, Pleasants, Pocahontas, Preston, Randolph, Ritchie, Taylor, Tucker, Tyler, Upshur, Webster et Wetzel. |
| Virginie-Occidentale | sud                | 23                 | Boone, Cabell, Clay, Fayette, Greenbrier, Jackson, Kanawha, Logan, Lincoln, Mason, McDowell, Mercer, Mingo, Monroe, Nicholas, Putnam, Raleigh, Roane, Summers, Wayne, Wirt, Wood et Wyoming. |